# Distretto di Jinja
Il distretto di Jinja è un distretto dell'Uganda, situato nella Regione orientale.